# 朝日姫
朝日姫（あさひひめ）、または旭姫は、戦国時代から安土桃山時代にかけての女性。豊臣秀吉の異父妹とされるが、同父妹とする指摘もある。徳川家康の正室（継室）。名は旭（あさひ）といわれる。家康との結婚後は駿河御前（するがごぜん）と呼ばれ、死後は法名の南明院（なんめいいん）でも呼ばれる。

## 生涯
天文12年（1543年）、竹阿弥と、なか（大政所）の娘として誕生。ただし、兄弟の中で一番年上とされる姉のとも（日秀尼）ゆかりの瑞龍寺に伝わる『瑞龍寺差出』には、ともの父親は天文12年正月に没したと記されている。朝日の生年と『瑞龍寺差出』の両方が正しいとした場合、朝日はともの父親にとって遺腹の子であったことになり兄弟全員が同父母であったことになる（ただし、『瑞龍寺差出』には父親の俗名に関しては記載されていないため、秀長や朝日が木下弥右衛門の実子である可能性があると同時に、ともや秀吉が竹阿弥の実子である可能性も否定できない）。
尾張国の農民に嫁いだ。織田信長に仕えた秀吉の出世とともに、この夫も武士に取り立てられ、佐治日向守を名乗った。ただし、最初の夫は佐治日向守ではなく別の織田家臣・副田甚兵衛吉成であったという話もある。天正14年以前のことについては相互に矛盾するさまざまな伝承が存在してはっきりしない。
一方、徳川家康は天正7年（1579年）に正室・築山殿を失って以来、側室は多数いたが、正室はいなかった（近年、西郷局が正室であったとする説がある）。小牧・長久手の戦い（天正12年）の和睦の後、秀吉は家康の第二子の於義丸（結城秀康）を自分の養子としていたが、秀吉は家康を自陣営に取り込みたいと考え、家康を妹婿とすることで形式的な従属を強めようと考えた。
天正14年（1586年）、秀吉は政略結婚のために妹を強制的に夫と離縁させ、夫には500石を捨扶持として与えた。この時に佐治日向守は自殺したとも、剃髪して隠居したとも云うが、これも定かではない。また、近年では本能寺の変の頃には既に離縁しており、政略結婚のために強制的に離縁された訳ではないとする説も出されている。この問題を論じた黒田基樹は副田吉成が本能寺の変の直後の失態（一揆に城を奪われる）によって秀吉の怒りを買って妻（朝日姫）と離縁させられたとする『武家事紀』の記述を妥当とする一方、政略結婚のために強制的に離縁を命じられたとする記事の初出と思われる天野信景の『塩尻』の記述（ここでは5万石を提示されて「武門の本意にあらず」と出家・隠棲したとする）に関しても『武家事紀』における副田の事績が賤ヶ岳の戦いを最後に消えていることなどを考えると何らかの事実を含む可能性があるとしている。
秀吉は、同年2月22日、織田信雄の家臣で、陪臣にあたる滝川雄利（羽柴下総守）・土方雄久を使者として三河吉田に派遣し、酒井忠次を介して、徳川家康を懐柔するための縁組を持ちかけた。家康はこれを了承し、榊原康政が代理として上洛して結納を取り交わした。ただし、柴裕之は家康側から講和の条件として秀吉側との婚姻を求めたとし、黒田基樹も同年5月24日付の秀吉朱印状に縁組は家康の希望と述べていることから、家康が講和後の（豊臣政権における）自己の立場を有利にするために縁談を持ちかけた可能性が高いとしている。
朝日姫は4月に大坂城を出て聚楽第に入り、5月に浅野長政・富田知信・津田四郎左衛門・滝川儀太夫等を従えて150名余の花嫁行列は京を出発し、途中、信雄の家臣・織田長益と滝川雄利がさらに加わって、11日、三河西野に達し、14日に浜松に至って、家康の正室（継室）として徳川家に嫁いだ。この時、家康45歳、朝日姫44歳だった。朝日姫は駿河府中（駿府）に居を構え、駿河御前と呼ばれた。
家康は婚儀が済んでも上洛しなかったため、大政所が岡崎の駿河御前を訪ねるという形でさらに人質となり、家康は上洛して秀吉との和議が成立した。
その後、天正16年（1588年）に母・大政所の病気の見舞いを理由に上洛したが、しばらくして快方に向かったので、9月9日、駿河に帰国した。次の上洛時期は不明であるが、聚楽第に住んでいる。天正17年（1589年）11月には病気に罹っており、天正18年（1590年）1月14日、死去した。48歳。
この頃、家康は小田原征伐への出征準備中であり、喪を秘して東福寺（京都府京都市東山区本町十五丁目）に葬った。駿河御前の晩年は病気がちで臨済宗に帰依した。法名は南明院殿光室宗王大禅尼（南明院殿光室総旭大姉）。
東福寺塔頭に南明院があるが、これは家康が駿河御前の菩提を弔うために後に建立したものである。臨済宗においての徳川将軍家の菩提寺となっていて、同院に肖像画も所蔵されている。

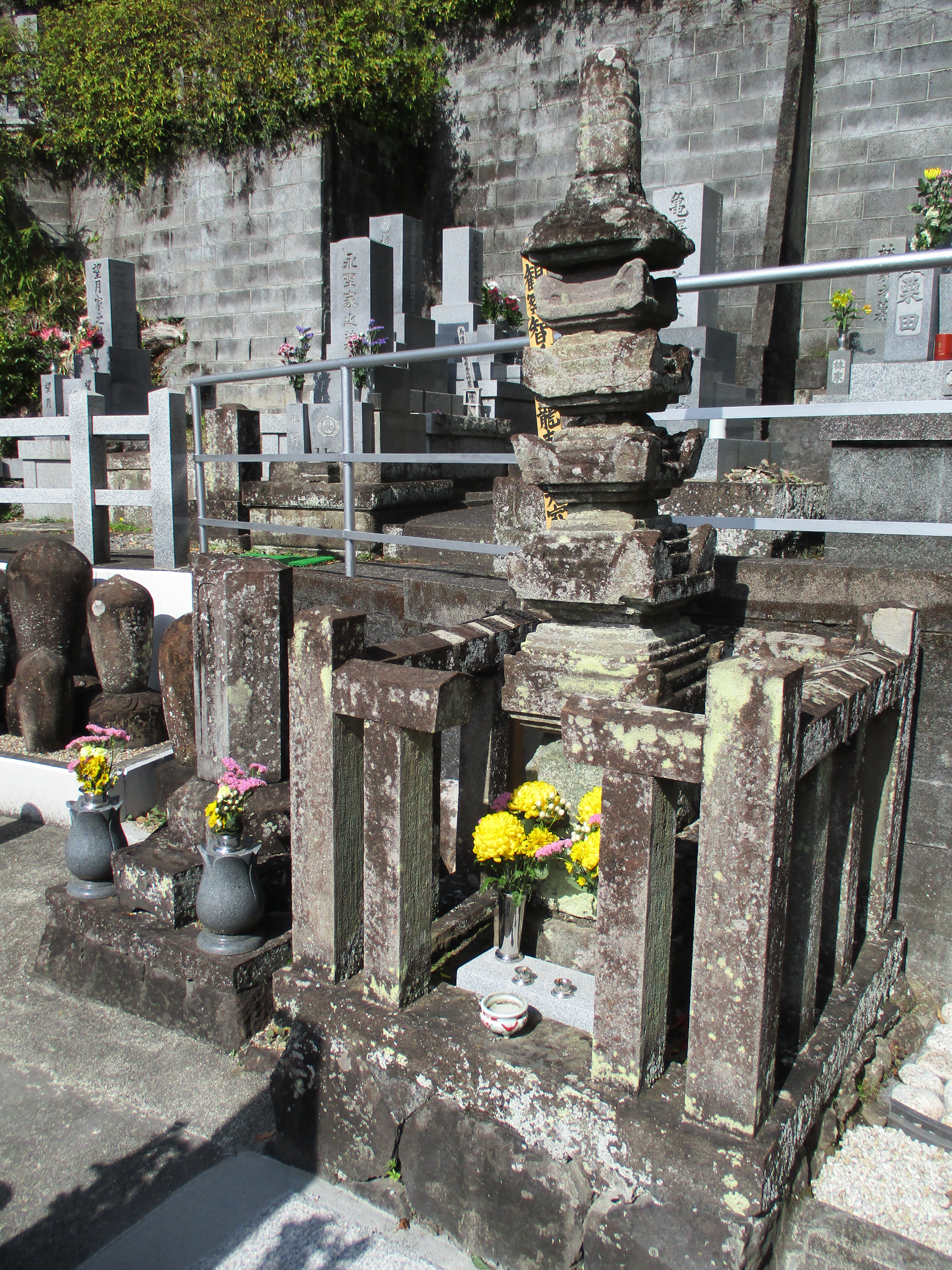
瑞龍寺（静岡市葵区井宮町）にある朝日姫の墓（2022年3月撮影）。

また、駿府の泰雲山瑞龍寺（静岡県静岡市葵区井宮町）にも分骨された墓があるが、墓の建立は秀吉によるという説と家康によるという説がある。曹洞宗の同寺での法名は瑞龍寺殿光室総旭大禅定尼。

## 関連作品

### ドラマ
- 『大坂城の女』（1970年（昭和45年） フジテレビ 演：桜町弘子）
- 『新書太閤記』（1973年（昭和48年）NET（現テレビ朝日） 演：岡田可愛）
- 『関ヶ原』（1981年（昭和56年）TBS 演：三戸部スエ）
- 『おんな太閤記』（1981年（昭和56年）NHK大河ドラマ 演：泉ピン子）
- 『徳川家康』（1983年（昭和58年）NHK大河ドラマ 演：岩本多代）
- 『独眼竜政宗』（1987年（昭和62年）NHK大河ドラマ 演：野川由美子）
- 『秀吉』（1996年（平成8年） NHK大河ドラマ 演：細川直美）
- 『功名が辻』（2006年（平成18年） NHK大河ドラマ 演：松本明子）
- 『寧々〜おんな太閤記』（2009年（平成21年）テレビ東京 新春ワイド時代劇 演：田畑智子）
- 『江〜姫たちの戦国〜』（2011年（平成23年） NHK大河ドラマ 演：広岡由里子）
- 『真田丸』（2016年（平成28年） NHK大河ドラマ 演：清水ミチコ）
- 『どうする家康』（2023年（令和5年） NHK大河ドラマ 演：山田真歩）
- 『豊臣兄弟!』（2026年（令和8年）〈予定〉 NHK大河ドラマ 演：倉沢杏菜）